# Административно деление на Албания
След въвеждането на административната реформа на 31 юли 2014 г. административно-териториалното деление на Албания е 2-степенно. Състои се от области: (на албански: qark) и общини (на албански: bashki). Понастоящем Албания е разделена на 12 области и 61 общини.

## Административно-териториално деление на Албания (от 2014 г.)

### Области
Първото ниво се състои от области (qark; prefekture), управлявани от префект (prefekti) и областен съвет (këshilli i qarkut), като председателят се назначава от Министерския съвет на Албания. След 2000 г. в Албания има 12 области.

### Общини
Второто ниво на административно-териториалното деление се състои от общини (bashki). Те се ръководят от кмет (kryebashkiak или kryetar bashkie) и Общински съвет (këshilli bashkiak), избирани за срок от 4 години. Общините допълнително се подразделят на административни единици (njësi administrative). След 2014 г. общият брой на общините е 61.

## Административно-териториално деление на Албания (1992 – 2014 г.)
В периода 1992 – 2014 г. Албания има тристепенно ниво на административно-териториално деление:
- Област (Qarku)
- Окръг (Rrethi)
- Община (Komuna)

### Области в Албания
1. Берат – Берат
2. Дебър – Пешкопия
3. Драч – Драч
4. Елбасан – Елбасан
5. Фиер – Фиер
6. Аргирокастро – Аргирокастро
7. Корча – Корча
8. Кукъс – Кукъс
9. Лежа – Лежа
10. Шкодра – Шкодра
11. Тирана – Тирана
12. Вльора – Вльора

### Окръзи в Албания
| - 1 Берат - 2 Булчиза - 3 Делвина - 4 Девол - 5 Дебър - 6 Драч - 7 Елбасан - 8 Фиер - 9 Аргирокастро - 10 Грамш - 11 Хас - 12 Кавая - 13 Колония - 14 Корча - 15 Круя - 16 Кучова - 17 Кукъс - 18 Курбин | - 19 Лежа - 20 Либражд - 21 Лушня - 22 Малеси е Мадха - 23 Малакастро - 24 Мат - 25 Мирдит - 26 Пекин - 27 Пърмет - 28 Поградец - 29 Пука - 30 Саранда - 31 Шкодра - 32 Скрапар - 33 Тепелен - 34 Тирана - 35 Тропоя - 36 Вльора |